# Liste des édifices labellisés « Patrimoine du XXe siècle » de la Haute-Savoie
La liste des édifices labellisés « Patrimoine du xxe siècle » de la Haute-Savoie recense les édifices ayant reçu le label « Patrimoine du xxe siècle » dans la Haute-Savoie en France. Au 27 mai 2013, ils sont au nombre de quarante-trois dans le département.

## Liste
| Monument                                                                                     | Commune                  | Adresse                                                                 | Coordonnées                      | Notice         | Protection                           | Date         | Illustration                                             |
| -------------------------------------------------------------------------------------------- | ------------------------ | ----------------------------------------------------------------------- | -------------------------------- | -------------- | ------------------------------------ | ------------ | -------------------------------------------------------- |
| Flaine                                                                                       | Arâches-la-Frasse        |                                                                         | 46° 00′ 25″ nord, 6° 41′ 31″ est |                |                                      | 10 mars 2003 | Flaine                                                   |
| Ancienne usine Gilette (siège social Crédit Mutuel Savoie Mont Blanc)                        | Annecy                   | 99 avenue de Genève                                                     | 45° 55′ 07″ nord, 6° 07′ 24″ est | « EA74141231 » |                                      | 10 mars 2003 | Image manquante Téléverser                               |
| centre commercial des Galeries Lafayette                                                     | Annecy                   |                                                                         | 45° 54′ 24″ nord, 6° 07′ 57″ est | « EA74141230 » |                                      | 10 mars 2003 | Image manquante Téléverser                               |
| Église Sainte-Bernadette                                                                     | Annecy                   | Avenue d'Albigny                                                        | 45° 54′ 21″ nord, 6° 08′ 35″ est | « EA74141226 » |                                      | 10 mars 2003 | Image manquante Téléverser                               |
| Basilique Saint-Joseph-des-Fins                                                              | Annecy                   | 26 avenue de Genève                                                     | 45° 54′ 45″ nord, 6° 07′ 26″ est | « EA74141222 » |                                      | 10 mars 2003 | Basilique Saint-Joseph-des-Fins                          |
| Résidence La Forclaz (ensemble de trois immeubles)                                           | Annecy                   | 3bis, 5, 7 Boulevard du Lycée ; 1ter, 1bis, 7bis Rue des Francs-Tireurs | à géolocaliser                   | « EA74141229 » |                                      | 10 mars 2003 | Image manquante Téléverser                               |
| La Résidence                                                                                 | Annecy                   |                                                                         | à géolocaliser                   |                |                                      | 10 mars 2003 | Image manquante Téléverser                               |
| ZUP de Novel                                                                                 | Annecy                   |                                                                         | à géolocaliser                   |                |                                      | 10 mars 2003 | Image manquante Téléverser                               |
| Maison de la Culture (école d'art)                                                           | Annecy                   | 42 rue des Marquisats                                                   | à géolocaliser                   | « EA74141228 » |                                      | 10 mars 2003 | Image manquante Téléverser                               |
| Tribune public du Parc des Sports                                                            | Annecy                   | Rue Pierre-de-Coubertin                                                 | 45° 54′ 59″ nord, 6° 07′ 05″ est | « EA74141227 » |                                      | 10 mars 2003 | Tribune public du Parc des Sports                        |
| Maison forestière                                                                            | Annecy                   |                                                                         | à géolocaliser                   |                |                                      | 10 mars 2003 | Image manquante Téléverser                               |
| Nécropole de Morette                                                                         | La Balme-de-Thuy Thônes) |                                                                         | 45° 53′ 54″ nord, 6° 17′ 14″ est | « PA74000027 » | Inscription                          | 2015         | Nécropole de Morette                                     |
| Immeuble La Concorde                                                                         | Bonneville               |                                                                         | à géolocaliser                   |                |                                      | 10 mars 2003 | Image manquante Téléverser                               |
| Cité de La Sardagne                                                                          | Cluses                   |                                                                         | à géolocaliser                   |                |                                      | 10 mars 2003 | Image manquante Téléverser                               |
| Pont de la Caille                                                                            | Cruseilles               |                                                                         | 46° 00′ 45″ nord, 6° 06′ 42″ est |                | Inscrit MH (1956)                    | 10 mars 2003 | Pont de la Caille                                        |
| Ensemble regroupant : - une salle des fêtes ; - une place publique ; - une école maternelle. | Douvaine                 |                                                                         | à géolocaliser                   | « PA74000032 » |                                      | 10 mars 2003 | Image manquante Téléverser                               |
| Casino                                                                                       | Évian-les-Bains          |                                                                         | à géolocaliser                   |                |                                      | 10 mars 2003 | Image manquante Téléverser                               |
| Établissement thermal                                                                        | Évian-les-Bains          | Quai Charles-Albert-Besson                                              | 46° 24′ 05″ nord, 6° 35′ 29″ est | « PA00118174 » | Inscrit MH (1986)                    | 10 mars 2003 | Établissement thermal                                    |
| Hôtel Royal (hôtel de voyageurs)                                                             | Évian-les-Bains          |                                                                         | à géolocaliser                   |                |                                      | 10 mars 2003 | Image manquante Téléverser                               |
| Buvette Cachat                                                                               | Évian-les-Bains          | 9, rue Nationale Avenue du Griffon-Cachat                               | 46° 24′ 01″ nord, 6° 35′ 31″ est |                | Inscrit MH (1986)                    | 10 mars 2003 | Buvette Cachat                                           |
| Funiculaire                                                                                  | Évian-les-Bains          |                                                                         | 46° 23′ 59″ nord, 6° 35′ 30″ est |                | Inscrit MH (1984)                    | 10 mars 2003 | Funiculaire                                              |
| Centre nautique                                                                              | Évian-les-Bains          |                                                                         | à géolocaliser                   |                |                                      | 10 mars 2003 | Image manquante Téléverser                               |
| Immeuble Le Salève                                                                           | Gaillard                 |                                                                         | à géolocaliser                   |                |                                      | 10 mars 2003 | Image manquante Téléverser                               |
| Chalet Le Cairn                                                                              | Megève                   |                                                                         | à géolocaliser                   |                |                                      | 10 mars 2003 | Image manquante Téléverser                               |
| Chalet La Croix-des-Perchets                                                                 | Megève                   |                                                                         | à géolocaliser                   |                |                                      | 10 mars 2003 | Image manquante Téléverser                               |
| Chalet Le Grizly                                                                             | Megève                   |                                                                         | à géolocaliser                   |                |                                      | 10 mars 2003 | Image manquante Téléverser                               |
| Maison de Henry Jacques Le Même                                                              | Megève                   | 98 montée du Calvaire                                                   | 45° 51′ 24″ nord, 6° 37′ 14″ est |                | Inscrit MH (1995)                    | 10 mars 2003 | Maison de Henry Jacques Le Même                          |
| Maison « La Ruine »                                                                          | Minzier                  | 643 route du Crêt                                                       | 46° 03′ 04″ nord, 5° 59′ 26″ est | « PA74000033 » | Inscription                          | 2017         | Maison « La Ruine »                                      |
| Téléphérique du Salève                                                                       | Monnetier-Mornex         |                                                                         | 46° 09′ 50″ nord, 6° 11′ 11″ est |                |                                      | 10 mars 2003 | Téléphérique du Salève                                   |
| Parador de Saint-Alban (hôtel)                                                               | Morzine                  |                                                                         | à géolocaliser                   |                |                                      | 10 mars 2003 | Image manquante Téléverser                               |
| Chalet Sol I Neu                                                                             | Morzine                  |                                                                         | à géolocaliser                   |                |                                      | 10 mars 2003 | Image manquante Téléverser                               |
| Avoriaz                                                                                      | Morzine                  |                                                                         | 46° 11′ 40″ nord, 6° 46′ 07″ est |                |                                      | 10 mars 2003 | Avoriaz                                                  |
| Chapelle Notre-Dame-des-Prisonniers d'Avoriaz                                                | Morzine                  |                                                                         | 46° 11′ 43″ nord, 6° 46′ 05″ est |                |                                      | 10 mars 2003 | Image manquante Téléverser                               |
| Maison 702 avenue du Léman                                                                   | Neuvecelle               | 702 avenue du Léman                                                     | à géolocaliser                   |                |                                      | 10 mars 2003 | Image manquante Téléverser                               |
| Église Notre-Dame-de-Toute-Grâce du plateau d'Assy                                           | Passy                    |                                                                         | 45° 56′ 22″ nord, 6° 42′ 37″ est |                | Inscrit MH (1968) · Classé MH (2004) | 10 mars 2003 | Image manquante Téléverser                               |
| Sanatorium de Guébriant (devenu village de vacances)                                         | Passy                    |                                                                         | à géolocaliser                   |                |                                      | 10 mars 2003 | Image manquante Téléverser                               |
| Sanatorium de Praz Coutant (devenu centre médical)                                           | Passy                    |                                                                         | à géolocaliser                   |                |                                      | 10 mars 2003 | Image manquante Téléverser                               |
| Sanatorium Martel de Janville (devenu centre médical)                                        | Passy                    |                                                                         | 45° 56′ 42″ nord, 6° 42′ 59″ est |                | Inscrit MH (2008)                    |              | Image manquante Téléverser                               |
| Monument national à la Résistance du plateau des Glières                                     | Glières-Val-de-Borne     |                                                                         | 45° 57′ 55″ nord, 6° 20′ 02″ est | « PA74000038 » | Inscrit MH (2020)                    |              | Monument national à la Résistance du plateau des Glières |
| Hôtel du Mont-Joly                                                                           | Saint-Gervais-les-Bains  | 412, 428, 448 avenue du Mont-Paccard                                    | 45° 53′ 46″ nord, 6° 42′ 39″ est | « PA74000001 » | Inscrit MH (1997)                    | 10 mars 2003 | Hôtel du Mont-Joly                                       |
| Cité de Vouilloux                                                                            | Sallanches               |                                                                         | à géolocaliser                   | « EA74141259 » |                                      | 10 mars 2003 | Image manquante Téléverser                               |
| Tour Moinat (immeuble)                                                                       | Thonon-les-Bains         |                                                                         | à géolocaliser                   |                |                                      | 10 mars 2003 | Image manquante Téléverser                               |
| Église Notre-Dame du Léman                                                                   | Thonon-les-Bains         |                                                                         | 46° 22′ 57″ nord, 6° 30′ 18″ est |                |                                      | 10 mars 2003 | Église Notre-Dame du Léman                               |
| Ancienne chapelle du centre hospitalier Georges-Pianta                                       | Thonon-les-Bains         |                                                                         | à géolocaliser                   |                |                                      | 10 mars 2003 | Image manquante Téléverser                               |

## Source
- [PDF] « Label patrimoine du XXe siècle Région Rhône-Alpes », sur culturecommunication.gouv.fr, 27 mai 2013